# レオタード

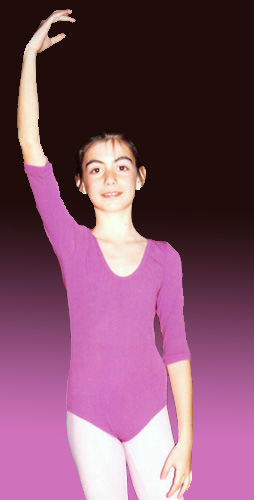
レオタードを着用した少女

レオタード（英: leotard）とは、スポーツウェアの一種。ダンス、体操競技などで着用される、全身にフィットするような衣服のこと。主にワンピース型（上下一体型）のもののことを指すが、セパレーツ型も存在する。女性用の場合、上半身は様々であるが、下半身はハイレグのV字カットとなっていることが多い。

## 概要

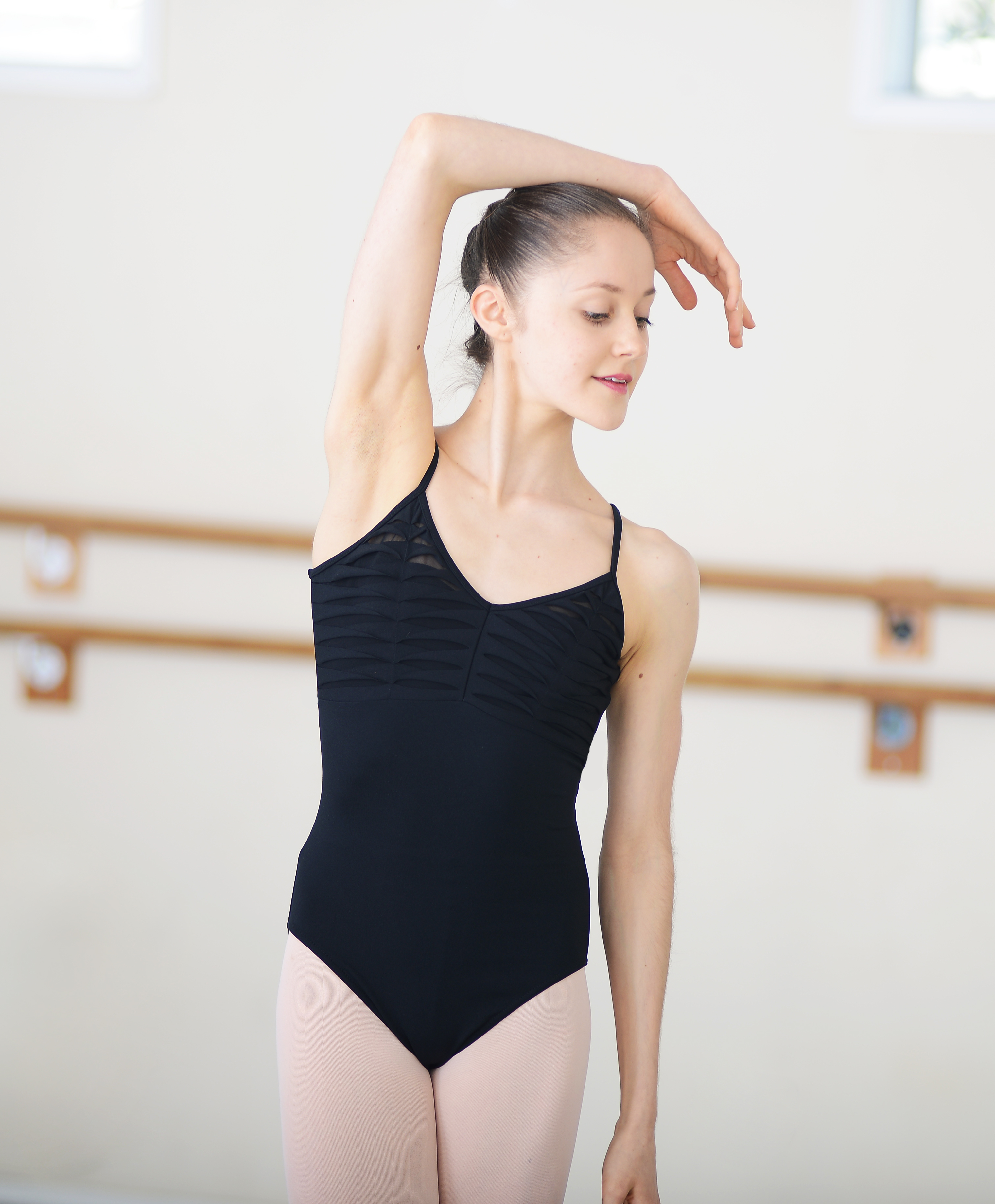
黒いレオタードを着用したバレエダンサー

ヨーロッパ各国の王宮のスポーツ芸術であるサーカスにおいて、身体の躍動を余すところなく見せるための衣服がその発祥である。フランスのアクロバット・パフォーマーであるジュール・レオタールが考案したワンピースのユニフォームは、レオタードの普及に貢献した。
その機能性は高く、アクロバット系競技、ダンス、器械体操（体操競技）、新体操などのスポーツシーンには欠かせない物となっている。現代ではスポーツメーカーの研究開発による最先端の繊維素材が使用され、極限までのシビアな動きが必要とされるスポーツ分野では、空気抵抗に特に優れた物や、筋肉の動きをサポートする物など、特殊な機能を持たせたウェアが開発され、スポーツ選手の運動記録の更新に一役買っている。
女性スポーツ選手に対するセクシャルハラスメント（セクハラ）対策の観点から、全身を覆う形状のボディスーツを着用する例もある。2021年に開催された4月のヨーロッパ体操競技選手権、そして東京五輪において、ドイツの女性選手がレオタードではなくボディスーツ（ユニタード）を着用し話題となった。国際的な体操競技においてボディスーツの着用はルール上認められていたが、これまで宗教上の理由以外でボディスーツを着用した例はほとんどなかった。

## 詳細/用途

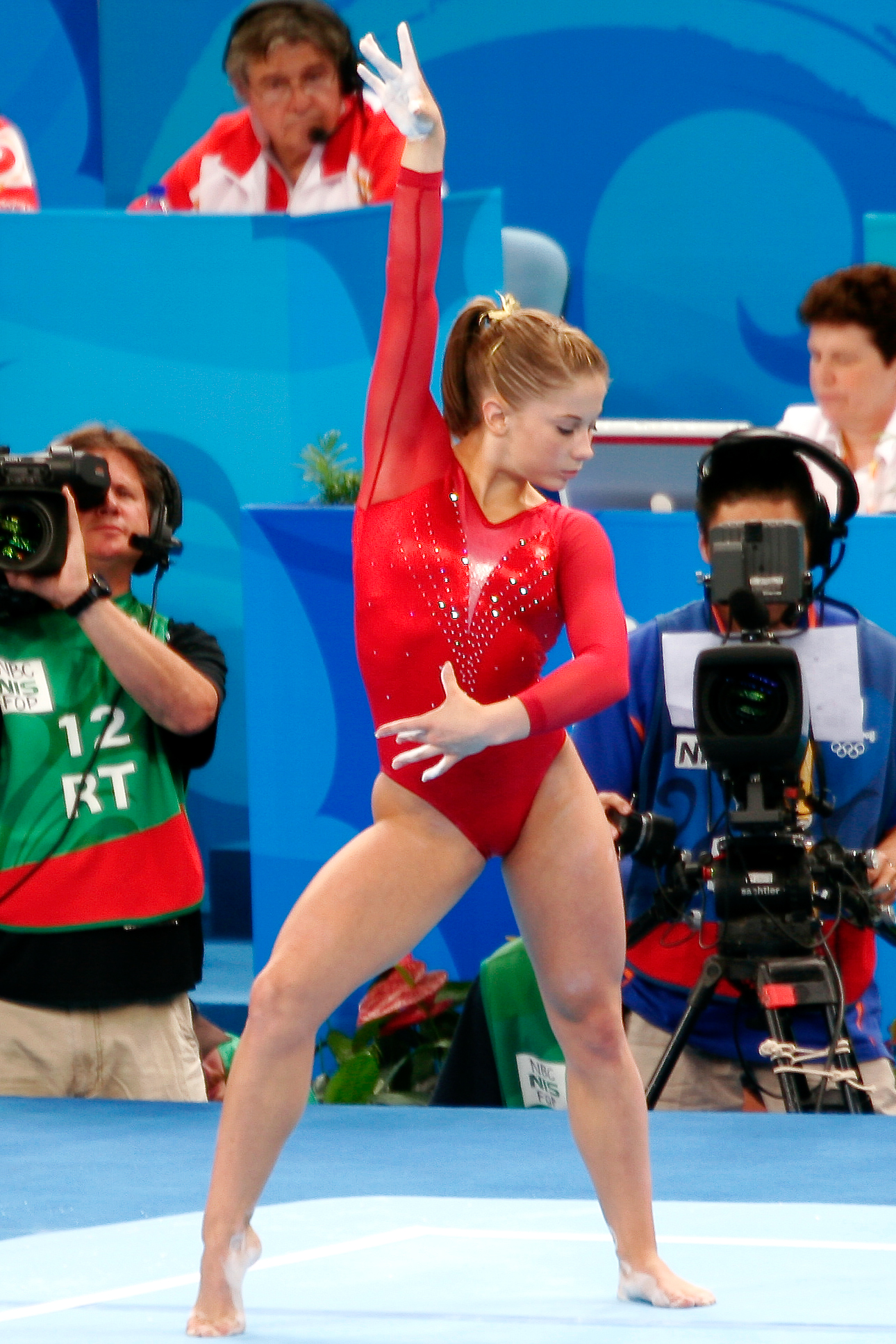
体操競技の選手
（ショーン・ジョンソン）

おもにバレエの練習着、ダンサー・パフォーマーの衣装、器械体操、新体操、エアロビクスダンス、トランポリン、フィギュアスケート、バトントワリングなどの競技衣装である。また、レースクイーンなども着用したり、陸上競技や重量挙げ、レスリング、ボート競技、トライアスロン、バレーボール、タッチラグビーなどのスポーツにおけるユニフォームとして採用することもある。
新体操やフィギュアスケートなど競技というより演技色が強い種目の大会用になると、チームで統一されたデザインや、豪華な装飾を施した物が用いられ、演技者自身も派手なメイクを施すことが多い。レオタードに素足か、ダンスシューズ・タイツなどを着用するかはそれぞれの種目によって異なる。
レオタードと水着ではデザインや表の生地では似通った要素が多いが、レオタードでは水に濡れた時の着心地や生地色が考慮されていないことが大きい。中には素材や縫製の強度や裏地がそれぞれの目的にあったものになっているかどうかを確認することで容易に見分けがつく。

## 素材・形状
素材
生地、素材はバレエの練習ではいまだにコットン素材ベースのレオタードが主流であるが、晴れ舞台となる大会や競技ではより高級感のある美しい艶をもったスパンデックス素材、２wayトリコット（ツーウェイトリコット）やスムースベロアなどで作られたレオタードが使われることが多く、よりデザイン性を追求したものでは更にグリタープリント（箔加工）、メタリックエラスティン（箔加工）、グリターエラスティン（箔加工）、ラインストーン、エラスティックネットなどが施された華美なレオタードが着用される。
腕
長袖、七分袖、五分袖、半袖、ノースリーブ、ベアショルダー、フレンチ、フリル袖などなど。
襟
スコープネック、タックチェンジ、Vネック、胸Vギャザーネック、胸タックネック、胸ピンチネック、胸絞り、スクエアーネック、ハーフネック、ハイネックなど。
脚刳り（あしぐり）のライン
ローレグ、ハイレグ、ノーマルなど。
体
ワンピース、スカート付き（フィギュアスケート用のみ「フリル」と呼ばれる）ワンピース、セパレーツ（ノースリーブのトップスとスパッツなどの組み合わせ）、ユニタード（レオタードとスパッツを一体化した物）、ジムシャツ（男性用で体操競技（器械体操）用の物）、ブラタード（社交ダンスなどに用いられる。踊っている間にブラウスの裾がずり上がらないように、下部がレオタードと同様につながっている）など。一部のジムシャツやブラタードでは股部分をボタン止めにより開閉でき、着脱がしやすい物もある。
装飾要素
ベルト、シュシュ、ラインストーン、スパンコール、フリンジなど。

## 付随品

### ハーフシューズ

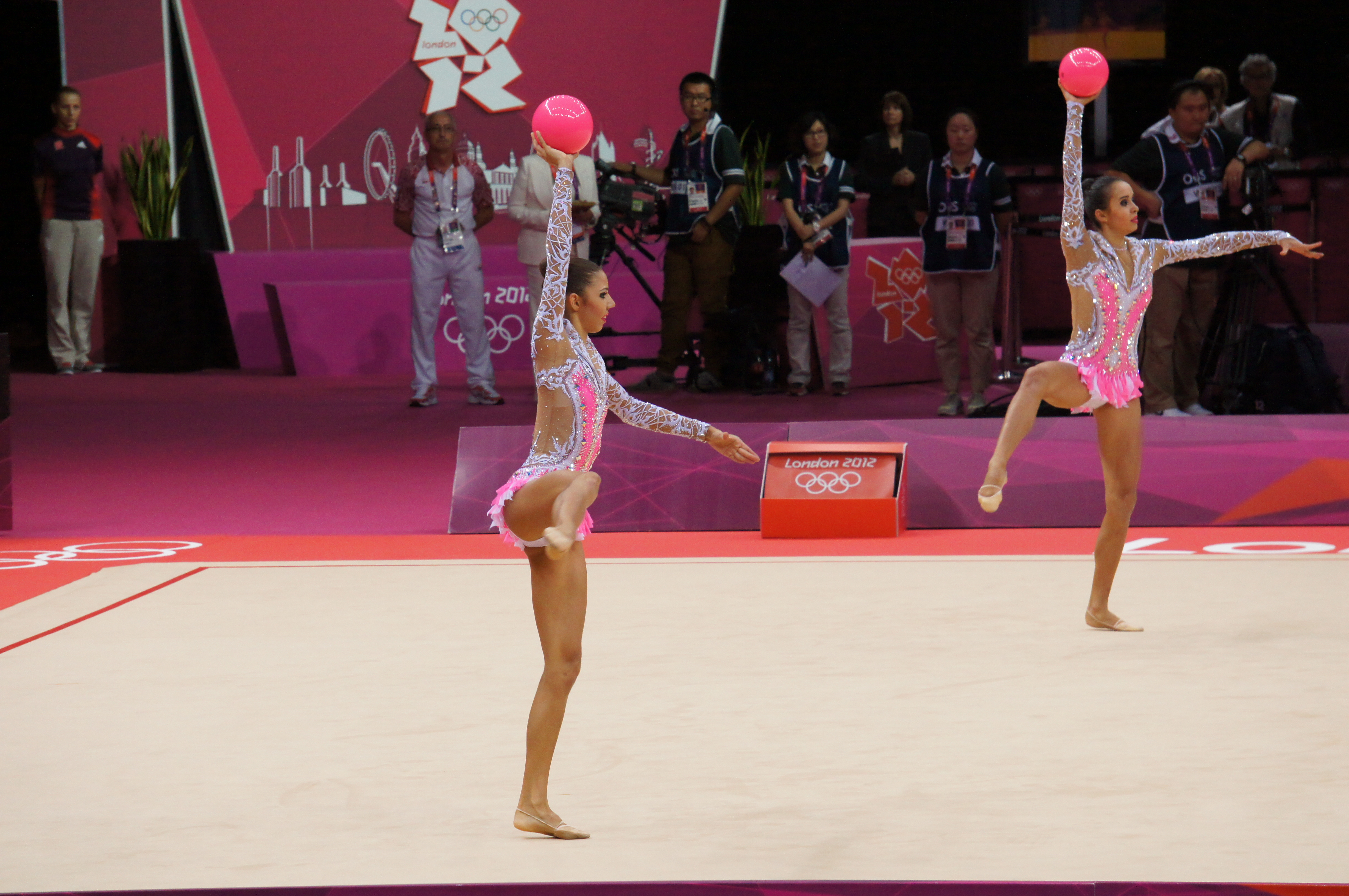
ハーフシューズの体操選手

- 主に新体操で履く、爪先だけのシューズ。爪先だけを覆い、甲とかかとの上にゴムをかけて留める。

### ジムシューズ

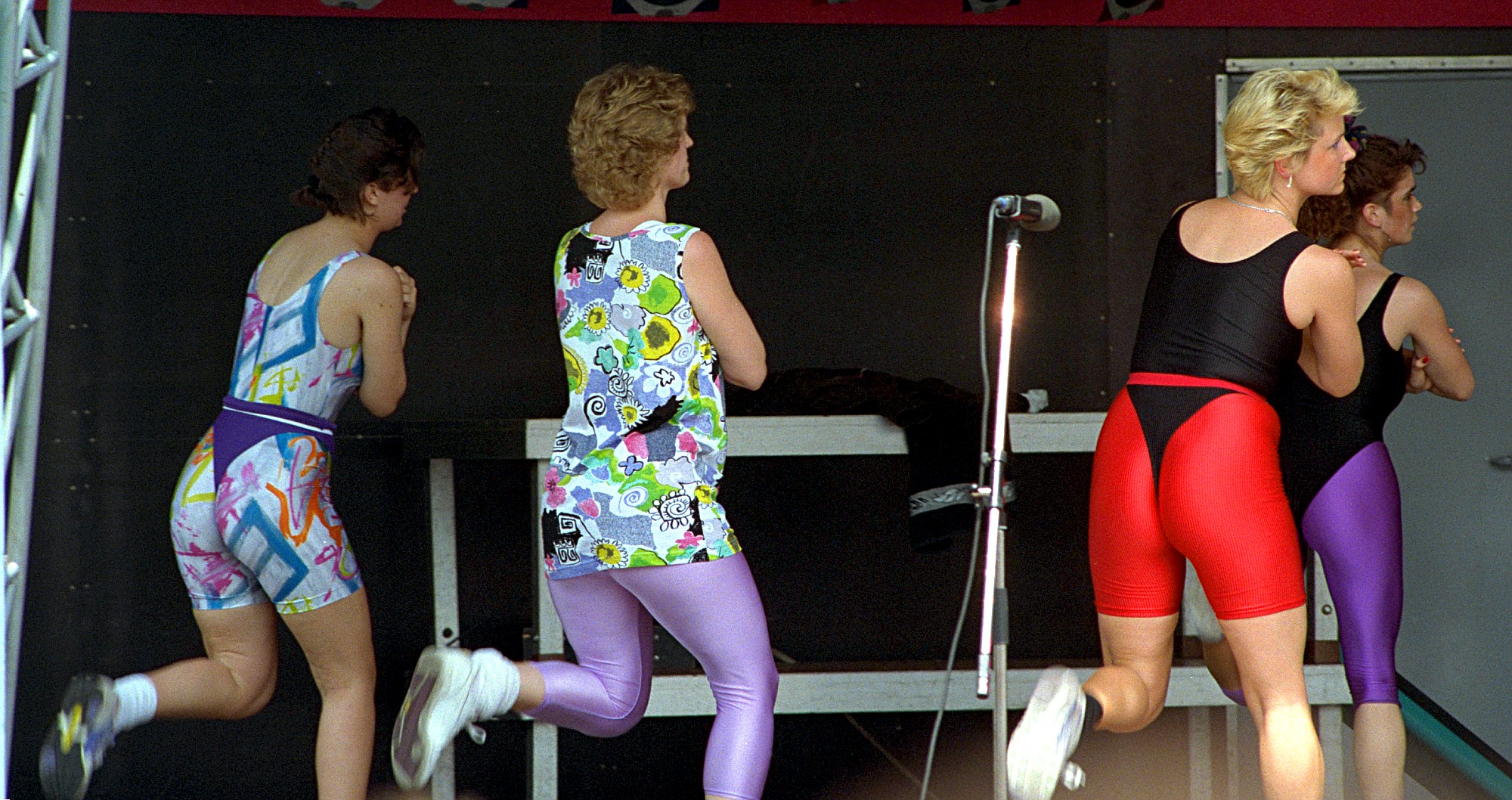
ジムシューズで運動する人々

- はっ水性、通気性、耐久性に優れた人工皮革で作られた体操シューズ。ジュニアから競技者まで、幅広く利用されている。

### 専用下着
- レオタード着用時の下着（インナーウェア）
  - トップスインナーとしてファンデーショントップ・ブラトップ・バレエブラなどがあり、レオタードに胸ポチが生じる場合に着用する。トップスインナーを着用してもレオタードに胸ポチが生じる場合はバストカップ・バストパッドなどをレオタードまたはトップスインナーに取り付けて胸ポチを防ぐ。
  - ボトムスインナー（パンツ）としてはレオタードショーツなどがある。
  - トップス・ボトムスが一体となった、ボディスーツ型のファンデーションもある。それぞれ大人用と女児（ジュニア・子供など）用がある。男性用にはボトムスとして、ダンスベルトなどがある。
- 専用下着の上にレオタードを着用するのが一般的である。ただし、最低限の下着機能が初めから一体化している、下着不要のレオタードもある

### タイツ
- より美しいレッグラインを魅せるのにレオタードの下に着用。
- 主にストレッチタイツ、ダンスタイツ、ダンシングタイツなど、生成色やベージュ、ハニーベージュ、肌色、ライトブラウンなどの明るい色に光沢感、艶感のあるグロス系が使用されることが多い。

### ソックス
- エアロビクスで運動靴と共に使用。

### 運動靴
- ソックス同様、エアロビクスで使用。

## ダンス、体操競技以外の着用
体操、エアロビクスをはじめ、ダンス、体操競技以外でも、様々な理由で着用することもある。

### 水着としての使用例
壱岐島の東部・八幡（やはた）地区では、乱獲防止の為ウェットスーツの着用を禁止しているため、『レオタード漁』という潜水作業が行われている。その際、海女はレオタード姿で海に潜る。頭には白の磯頭巾ではなく、スイムキャップフードを被り、スイムマスクを装着して潜っている。